# Deux Cents Mille Lieues sous les mers ou le Cauchemar du Pêcheur
Deux Cents Mille Lieues sous les mers ou le Cauchemar du Pêcheur (dt. 200.000 Meilen unter dem Meer oder der Alptraum des Fischers) ist ein Film von Georges Méliès aus dem Jahr 1907 und damit die erste Verfilmung von Jules Vernes Abenteuerroman 20.000 Meilen unter dem Meer.

## Handlung
Yves, ein Fischer, kommt nach einem anstrengenden Angeltag nach Hause und schläft bald ein. In seinem Traum wird er von der Fee des Ozeans besucht, die ihn zu einem U-Boot führt. Yves wird zum Oberleutnant ernannt und macht sich auf eine U-Boot-Reise.
Es folgt ein Panorama mit Unterwasseransichten, darunter Schiffswracks, Unterwassergrotten, riesige Schalentiere, Meeresnymphen, Seeungeheuer, Seesterne, Meerjungfrauen und ein Ballett mit Najaden. Das Ballett wird von Yves unterbrochen, dessen Unerfahrenheit mit U-Booten ihn dazu bringt, mit seinem Fahrzeug auf einem Felsen auf Grund zu laufen. Yves verlässt das zerstörte U-Boot und jagt den abfliegenden Najaden nach, wird aber von riesigen Fischen und Krabben angegriffen. Er entkommt und reist an weiteren Unterwasserwundern vorbei, darunter Unterwasserhöhlen, Anemonen, Korallen, riesige Seepferdchen und ein Tintenfisch, der ihn angreift. Aus Rache für alle Fische, die Yves in seiner Karriere gefangen hat, fangen Göttinnen des Meeres den Fischer in einem Netz ein und lassen ihn in einen riesigen hohlen Schwamm fallen, aus dem er nur schwer entkommen kann.
Yves erwacht aus dem Traum und stellt fest, dass er von seinem Bett in seine Badewanne gefallen ist und sich in seinem eigenen Fischernetz verfangen hat. Seine Nachbarn und Freunde befreien ihn von der Verwirrung und er verwöhnt sie alle mit Getränken im nächsten Café.

## Produktion
Der Schauspieler Manuel, der 1906 in Méliès’ Drama Les Incendiaires aufgetreten war und 1908 einige Filme für Méliès’ Studio inszenierte, spielt Yves, den Fischer, der Chor der Najaden wird von Tänzern der Madame Stitchel, der Regisseurin des Théâtre du Châtelet, choreografiert. Stitchel choreografierte auch Tänze für andere Méliès-Filme, darunter Jack le Ramoneur. Méliès’ Entwurf für den Film enthält ausgeschnittene Meerestiere, die nach Alphonse de Neuvilles Illustrationen für Vernes Roman gemustert wurden.
Es wurde von Méliès’ Star Film Company veröffentlicht und ist in seinen Katalogen mit 912–924 nummeriert, wo es als Großes Märchen in 30 Tableaus beworben wurde. Wie mindestens 4 % der gesamten Produktion von Méliès wurden einige Drucke des Films von weiblichen Fabrikarbeitern Bild für Bild handgetönt und zu einem höheren Preis verkauft.
Der Film blieb als unvollständiges Fragment erhalten.